# Sammie
Sammie (Boyton Beach, Florida, 1 de marzo de 1987) es un cantante de R&B y neo soul firmado por Rowdy Records. Lanzó su álbum debut en 2000 titulado From the Bottom To the Top a través del sello Freeworld Entertainment. Solo contaba con 13 años cuando el álbum vio la luz e incluía los sencillos "I Like It" y "Crazy Things I Do", teniendo éxito en las listas. El álbum fue certificado oro. Un año después, Sammie apareció en el tema "Hardball" con Bow Wow, Lil Wayne y Lil Zane. La canción fue lanzada como un sencillo de la banda sonora de la película de mismo nombre. Tras este sencillo, Sammie desapareció de la escena musical para terminar el instituto. 
En 2005, volvió a la música tras su aparición en "The ATL Anthem" con Jagged Edge, 112, Monica y T-Boz de TLC. El himno fue pinchado durante muchos partidos de los Falcons y los Hawks. En 2006, Sammie lanzó el sencillo "You Should Be My Girl" producido por Jazze Pha y en colaboración de Sean Paul de YoungBloodZ. En el vídeo aparecen Sean Paul, Lloyd, Teairra Mari, Da BackWudz, Big Boi de Outkast, Jazze Pha y Dallas Austin. Este sencillo es el primero de su nuevo álbum que será lanzado en septiembre de 2006. El segundo sencillo es "Keep It Movin'" con Da Backwudz.

## Singles
- 1999: "I Like It" (Gold)
- 2000: "Crazy Things I Do"
- 2000: "Can't Let Go" (con Lloyd)
- 2001: "Hardball" (With Bow Wow, Lil' Wayne & Lil Zane
- 2006: "You Should Be My Girl" (con YoungBloodz de Sean Paul)
- 2009 Kiss Me Thru Phone (con Soulja Boy)